# Henk Saeijs
Henricus Lambertus Franciscus (Henk) Saeijs (Sanga-Sanga Dalam, 25 augustus 1935 - Roosendaal, 17 november 2016) was een bioloog die hoofdingenieur-directeur van Rijkswaterstaat Zeeland (HID) was.

## Levensloop
Saeijs overleefde vier jaar Japanse gevangenkampen in Nederlands-Indië, waaronder de ‘Hel van Halmaheira’. Na de oorlog kwam hij met de Nieuw-Amsterdam terug naar Nederland. Hij studeerde tropische landbouw in Deventer en vertrok op eenentwintigjarige leeftijd naar Sumatra om een rubberplantage te runnen. Na de nationalisatie van het bedrijf in 1958 keerde hij terug naar Nederland waar hij zijn studie biologie voltooide aan de Rijksuniversiteit Utrecht.
Na een aantal jaren gewerkt te hebben als docent werd hij een van de eerste biologen bij de Deltadienst van Rijkswaterstaat waar hij vorm en inhoud aan het milieuonderzoek. Zijn belangrijkste bijdrage is het zout houden van het Grevelingenmeer na afsluiting van de Noordzee. Bij de Deltadienst klom hij op tot hoofd van de afdeling Milieuonderzoek. Als bioloog tussen de waterbouwkundigen legde hij de basis voor een omslag naar integraal waterbeheer. Op 1 april 1982 maakte hij de overstap naar de afdeling Waterhuishouding van de Hoofddirectie van Rijkswaterstaat. In datzelfde jaar promoveerde hij op het proefschrift ‘Changing Estuaries’.
Saeijs maakte onderdeel uit van het nationale crisisteam naar aanleiding van de Tsjernobylramp en speelde een belangrijke rol in het Rijnactieplan om de vervuiling van de Rijn tegen te gaan.
Na een korte tussenfase bij de directie Noordzee werd Saeijs HID in Zeeland. Daar was hij onder meer verantwoordelijk voor het aanwakkeren van de ontpolderingsdiscussie. In 1995 werd hij aan de Erasmus Universiteit Rotterdam benoemd tot bijzonder hoogleraar met als leerstoel ‘waterkwaliteitsbeleid en duurzaamheid’. In 2000 werd hij benoemd tot Officier in de Orde van Oranje-Nassau. Na zijn pensioen bundelde hij zijn inzichten in de essaybundel 'Weg van water' (Turning the Tide, 2006). Zijn biografie, geschreven door Leo Santbergen, verscheen in 2015 onder de titel 'Henk Saeijs, Stormloper in een delta'.